# كبرى اليقينيات الكونية
كُبرى اليقينيات الكونية، كتاب في العقيدة الإسلامية على منهج أهل السنة والجماعة مدرسة الأشاعرة من تأليف محمد سعيد رمضان البوطي، يتناول فيه مسألة وجود الخالق ووظيفة المخلوق وذلك من خلال تقسيمه مباحث العقيدة إلى أربعة أقسام هي: الإلهيات والنبوات، الكونيات والغيبيات.

## أقسام الكتاب
في الإلهيات يعرض البوطي للدليل العلمي الذي يثبت وجود الخالق جل جلاله، بأسلوب يجمع بين إقناع قدامى المفكرين ومحدثيهم، ومن ثم يتحدث عن الصفات الإلهية بالتفصيل شارحاً ما يتعلق بكل منها مجيباً عن كل ما قد يرد عليها.
أما في النبوات، فيشرح المؤلف لمعنى النبي والرسول، وخصائص الأنبياء، مستفيضاً في الحديث عن ظاهرة الوحي وتحليلها وعن معنى المعجزات وحقيقتها، وموقف العقل والعلم من كل منها.
أما في بحثه عن الكونيات، فيتحدث عن الإنسان والملائكة والجان وقانون السببية في الكون، وفي خضم هذا الفرع يتحدث المؤلف عن حقيقة الإنسان وقصته، كما يفصل القرآن فيهما القول، وكما ترى نظرية النشوء والتطور.
في حديثه عن الغيبيات، يبدأ المؤلف حديثه بشرح معناها، ومن ثم ينتقل إلى عدها الواحدة تلو الأخرى طبقاً للتسلسل الزمني، أي بدءاً من أشرطة الساعة، فالموت، فعذاب القبر، فالحشر، فالحساب، فالميزان، فالصراط، فالجنة والنار.